# 忽鲁迷失
忽鲁迷失（或译忽鲁木失）（Qurmši，قورمشی/qūrmshī；鞑靼语：Күремша），是金帐汗国（朮赤兀鲁思）的贵族，成吉思汗的曾孙、朮赤之孙、斡兒答第三子。
他也被记作库雷姆萨（俄语：Куремса）、库鲁米希（俄语：Курумиши）。1252年至1254年间，他率军远征加利西亞-沃里尼亞公国治下的波多利亚地区及沃伦南部。但在与该公国的战役中失败，于1258年被免去“特木尼克”（即万夫长）之职，继任者为孛栾台。